# Jasen Rauch
Jasen Rauch es un productor estadounidense multiplatino, compositor, músico y escritor, más conocido como el exguitarrista y guitarrista principal actual de las bandas de rock alternativo RED y Breaking Benjamin, respectivamente. Aunque ya no es un miembro activo de RED, todavía escribe música para la banda. [1] Rauch es también conocida como el productor para el proyecto en solitario de Korn guitarrista Brian Welch, Love and Death. Según Welch, Rauch "tiene un gran historial para grabar, producir, escribir y estar en una banda", y lo acredita como inspiración para su regreso a la música. [2] Antes de unirse a Breaking Benjamin a finales de 2014, Rauch también coescribió varias canciones en su álbum de 2009 Dear Agony, incluyendo "I Will Not Bow" y "Lights Out". [3] Rauch es también un escritor de Razor & Tie Music Publishing. [1]
Rauch coescribió y trabajó con bandas como Pillar,[4] Kerrie Roberts, Brian "Head" Welch, Stars Go Dim, Fireflight, 12 Stones, Spoken, Disciple y con Rob Graves en la toma de una partitura para la película Into the Darkness  La canción aparece en el tráiler de la película de acción de Bruce Willis, Surrogates. Rauch remezclado la canción Family Force 5, Radiator " para el álbum de remixes, Dance or Die with a Vengeance. ] Rauch también produjo el EP La boda.
 Rauch ha escrito-co tanto de material de Red.

## Vida personal
Jasen Rauch, su esposa Ashley Rauch, y sus dos hijas Eden y Lyric Rauch viven en Springfield (Tennessee). [1] Rauch es un cristiano

## Discografía
Con Breaking Benjamin
- 2009 - Dear Agony
- 2015 - Dark Before Dawn
- 2018  - Ember

Con RED
- 2006 - End of Silence
- 2009 - Innocence & Instinct

Con Love & Death
- 2021 - Perfectly Preserved